# 오소리
오소리(학명: Meles leucurus 멜레스 레우쿠루스[*])는 중국과 카자흐스탄 그리고 한반도와 러시아에서 발견되는 오소리속 포유류의 일종이다.

## 특징
몸의 털 색깔은 유럽오소리보다 밝은 편이며, 거칠고 전체적으로 어두운 회색을 띤다. 머리와 몸통의 길이 500-800mm, 꼬리의 길이 110-190mm, 귀의 길이 34-39mm, 뒷발의 길이는 57-91mm이다. 서울시 보호 야생 생물 대상종이다. 목은 굵으며 몸이 긴 편이다. 대부분의 개체는 겨울에 짝짓기를 하여 봄에 출산을 한다. 후각은 발달해 있으나 시력이 좋지 않다. 주로 쥐를 잡아먹는다.

## 생활
- 주로 낮에는 굴 속에서 휴식을 취하며 어두워지면 밖으로 나와 활동한다.
- 덤불을 좋아해 덤불 속에서 쉬기도 한다.
- 여름에는 못이나 덤불에서 살면서 수영을 좋아해 물에 잘 들어간다.
- 겨울잠은 12∼3월까지이고, 한 번 들어가면 봄에 나올 때까지 그대로 있는다.

## 아종
5종의 아종이 알려져 있다.
- 모래오소리 또는 아시아오소리 (Meles leucurus leucurus) Hodgson, 1847
- 오소리 또는 아무르오소리 (Meles leucurus amurensis) Schrenck, 1859 - 다싱안링산맥, 우수리강, 아무르주, 한반도
- 카자흐오소리 (Meles leucurus arenarius) Satunin, 1895 - 볼가강 남동부, 카자흐스탄의 대부분 지역, 중동의 평원 일부
- 시베리아오소리 (Meles leucurus sibiricus) Kastschenko, 1900 - 자바이칼과 알타이 지방, 카자흐스탄 북부 포함한 시베리아
- 톈산오소리 (Meles leucurus tianschanensis) Hoyningen-Huene, 1910 - 톈산산맥 북부 지역

## 같이 보기
- 곰
- 여우
- 원숭이
- 고양이
- 수달
- 너구리